# Palaeophanes xoutha
Palaeophanes xoutha là một loài bướm đêm thuộc họ Arrhenophanidae. Nó là loài duy nhất được tìm thấy ở Malaysia.
Chiều dài cánh trước khoảng 6 mm đối với con đực.
Tên cụ thể có nguồn gốc từ tiếng Hy Lạp xouthos (vàng nâu), tham chiếu đến màu nâu vàng ưu thế của con trưởng thành.